# NGC 3543
NGC 3543 is een spiraalvormig sterrenstelsel in het sterrenbeeld Grote Beer. Het hemelobject werd op 9 april 1793 ontdekt door de Duits-Britse astronoom William Herschel.

## In de kom van deGrote steelpan
Het stelsel NGC 3543 bevindt zich, vanaf de aarde gezien, een graad ten oostzuidoosten van de betrekkelijk heldere ster Dubhe die de noordwestelijke hoek van de kom van het gemakkelijk waarneembare asterisme Grote steelpan (Big dipper) vormt.

## Synoniemen
- UGC 6213
- MCG 10-16-75
- ZWG 291.34
- PGC 33953